# Ousté
Ousté ist eine französische Gemeinde mit 35 Einwohnern (Stand 1. Januar 2022) im Département Hautes-Pyrénées in der Region Okzitanien. Sie gehört zum Arrondissement Argelès-Gazost und zum Kanton Lourdes-1. 

## Lage
Sie ist umgeben von folgenden Nachbargemeinden:
| Ger            | Saint-Créac                                 | Juncalas                  |
|                | Kompassrose, die auf Nachbargemeinden zeigt | Cheust, Ourdis-Cotdoussan |
| Berbérust-Lias | Ourdon                                      | Gazost                    |

## Bevölkerungsentwicklung
| Jahr                      | 1962 | 1968 | 1975 | 1982 | 1990 | 1999 | 2008 | 2016 |
| ------------------------- | ---- | ---- | ---- | ---- | ---- | ---- | ---- | ---- |
| Einwohner                 | 71   | 62   | 53   | 39   | 37   | 46   | 45   | 27   |
| Quelle: Cassini und INSEE |      |      |      |      |      |      |      |      |